# Falzerkopf
Falzerkopf är en bergstopp i Österrike.   Den ligger i distriktet Bregenz och förbundslandet Vorarlberg, i den västra delen av landet, 500 km väster om huvudstaden Wien. Toppen på Falzerkopf är 1 968 meter över havet, eller 149 meter över den omgivande terrängen. Bredden vid basen är 1,1 km.
Terrängen runt Falzerkopf är bergig västerut, men österut är den kuperad. Närmaste större samhälle är Mittelberg, 8,0 km öster om Falzerkopf. 
Trakten runt Falzerkopf består i huvudsak av gräsmarker. Runt Falzerkopf är det ganska tätbefolkat, med 72 invånare per kvadratkilometer.